# Наремка
Наремка — река в России, протекает по Сокольскому району Вологодской области. Устье реки находится в 447 км от устья Сухоны по левому берегу. Длина реки составляет 13 км.
Исток Наремки в обширном болоте восточнее деревни Марковское в 27 км к западу от города Сокол. Течёт на юго-восток, крупных притоков нет, в нижнем течении на берегу деревни Дикое, Березов Починок, Татауров Починок (Сельское поселение Пельшемское). В месте впадения Наремки в Сухону находится деревня Верхняя Сторона и пристань на Сухоне.

## Данные водного реестра
По данным государственного водного реестра России относится к Двинско-Печорскому бассейновому округу, водохозяйственный участок реки — Северная Двина от начала реки до впадения реки Вычегда, без рек Юг и Сухона (от истока до Кубенского гидроузла), речной подбассейн реки — Сухона. Речной бассейн реки — Северная Двина.
Код объекта в государственном водном реестре — 03020100312103000007056.